# Río Medlock

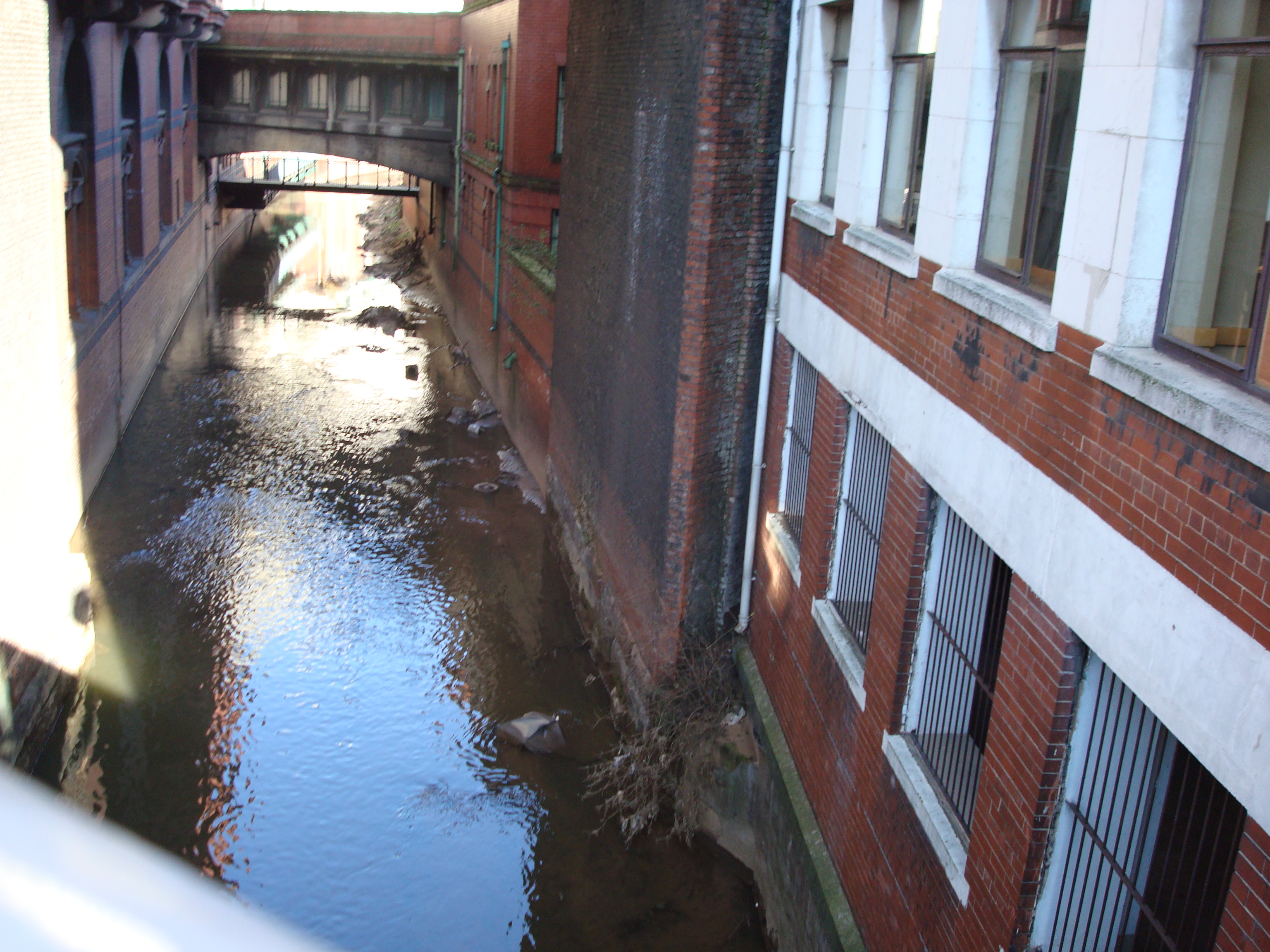
Rio Medlock, Gran Manchester.

El río Medlock es un río que fluye en el condado metropolitano Gran Mánchester en el Noroeste de Inglaterra y que se une a 18 km río arriba con el río Irwell (que acaba desaguando a través del canal navegable de Mánchester en el estuario del Mersey).

## Toponimia
El nombre del río significa "meadow stream" en español "prado que fluye", y fue adoptado al río Running en Mánchester, Oldham y Tameside. 

## Curso
Los últimos kilómetros  del río que fluye hacia el río Irwell han sido ampliamente modificado. El río pasa por tuberías por debajo del parqueadero del Estadio Ciudad de Mánchester, por debajo del Instituto de Ciencia y Tecnología de la Universidad de Mánchester, Hulme Street, entre otros.
En la última parte del siglo XVIII, el río era navegable entre el Canal Bridgewater y Whitworth Street. En India House fue la entrada de un túnel utilizado para llevar carbón a un muelle en Store Street. El túnel fue cerrado por la sedimentación del río y la construcción del Canal de Rochdale.